# Isolabona
Isolabona (en ligur L'Isora) és un comune italià, situat a la regió de la Ligúria i a la província d'Imperia. El 2015 tenia 679 habitants.

## Geografia
Isolabona es troba a la vall del Nervia. És el típic poble de muntanya de la Ligúria, que s'alça sobre una muntanya i és envoltat per un mur fortificat. Té una superfície de 19,8 km² i limita amb Apricale, Dolceacqua, Pigna i Rocchetta Nervina.

## Evolució demogràfica
| Gràfica d'evolució de Isolabona entre 1861 i 2011 |
|                                                   |
| Font: ISTAT                                       |